# Cristóvão de Magalhães
São Cristóbal Magallanes Jara, também conhecido como  Cristóvão de Magalhães é um mártir e santo venerado na Igreja Católica que foi assassinado sumariamente enquanto celebrava a Missa durante a guerra dos Cristeiros no México.

## Infância e juventude
Nascido em Totatiche, Jalisco, México no dia 30 de julho de 1869. Filho de Rafael de Magallhães e Clara Jara, que trabalhavam como fazendeiros.  
Seu trabalho durante a infância era de pastoreio e entrou no seminário São José em Guadalajara com 19 anos.

## Sacerdócio
Foi ordenado com 30 anos em Guadalajara e trabalhou como capelão da escola do Espírito Santo na mesma cidade. Após alguns anos foi designado pároco de sua cidade natal Totatiche. Seus biógrafos coincidem em que era um sacerdote piedoso e serviçal. Em sua paróquia ajudou a fundar escolas, carpintarias e planejou a represa conhecida como "La Candelária".
Executou um grande trabalho pastoral entro os índios huichol, ajudando a que estes repovoassem a cidade de Azqueltán. Fundou um orfanato, um asilo para idosos e criou capelas e pequenas Igrejas nas fazendas da sua paróquia. 
Em 1916 fundou o Seminário Auxiliar de Nossa Senhora de Guadalupe donde saíram um de seus companheiros de martírio Agustín Caloca Cortés e o que o sucedeu na paróquia Pe. José Pilar Quezada Valdés.

## Martírio
Magalhães sempre escreveu e pregou contra a rebelião armada, mas foi falsamente acusado de promover a rebelião Cristeira na sua região. Preso em 21 de Maio de 1927 enquanto se dirigia para celebrar a Missa numa fazenda, deu aos seus assassinos seus bens, e sem julgamento, foi martirizado quatro dias depois com outros católicos em Colotlán, Jalisco. 
Diante de seus assassinos, São Cristóvão de Magalhães disse em voz alta: 
Sou e morro inocente; perdoo de coração aos que me matam e peço a Deus que meu sangue sirva para a paz dos Mexicanos desunidosOriginal (em castelhano): Soy y muero inocente; perdono de corazón a los autores de mi muerte y pido a Dios que mi sangre sirva para la paz de los mexicanos desunidos— São Cristóvão de Magalhães (em castelhano)
. Vendo um de seus companheiros assustado lhe disse: 
Padre, só um momento e  estaremos no CéuOriginal (em castelhano): Padre, solo un momento y estaremos en el Cielo— São Cristóvão de Magalhães (em castelhano)
Estas foram suas últimas palavras. 
Após sua morte foo sucedido como pároco pelo Frei José Pilar Quezada Valdés, que foi posteriormente o primeiro bispo da Arquidiocese de Acapulco.

## Canonização e Representações na cultura popular
Padre Cristóvão de Magalhães foo canonizado pelo Papa João Paulo II em 21 de Maio de 2000.
Ele é venerado na Igreja Católica como memória facultativa no dia 21 de Maio.
No filme Cristiada de Andy Garcia, São Cristóvão de Magalhães é representado pelo ator Peter O'Toole.